# 狩獵

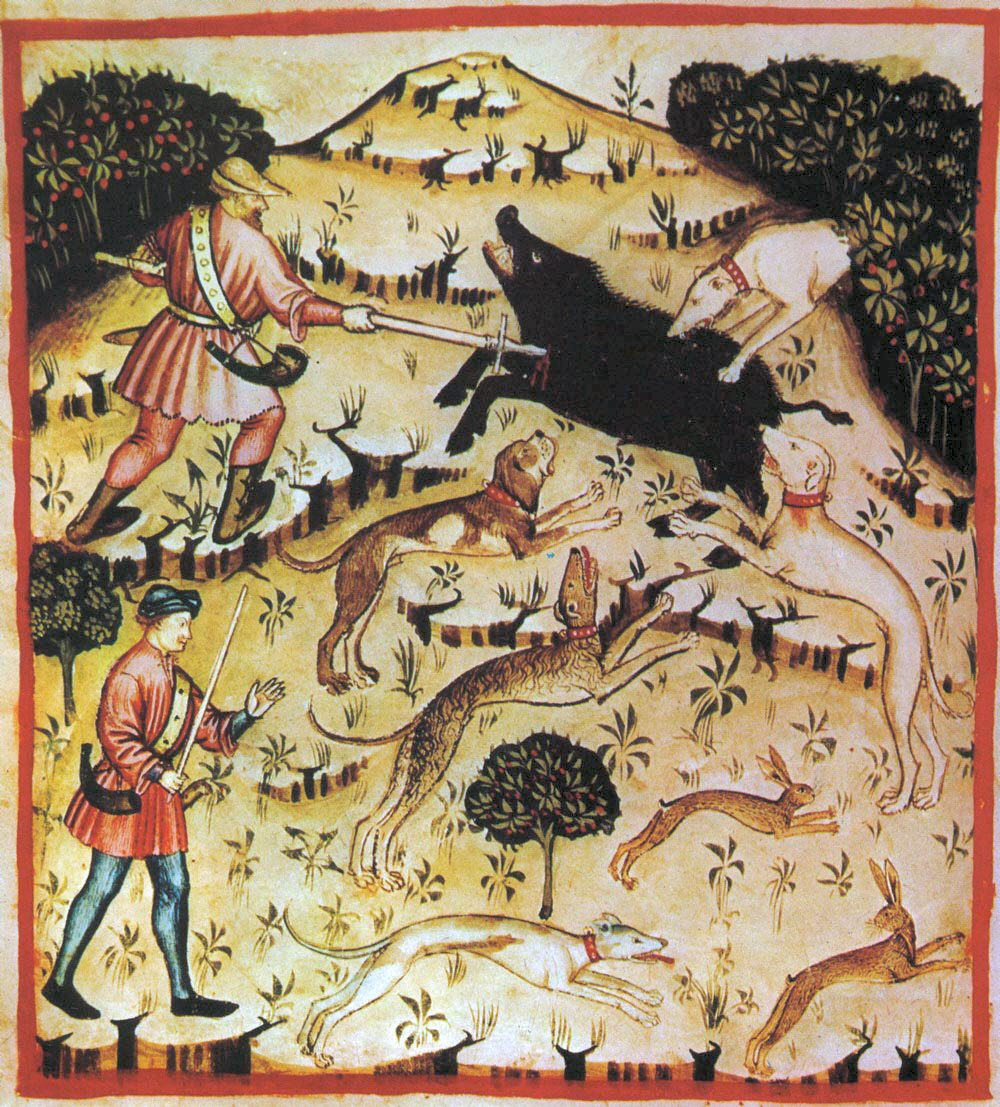
十四世紀的狩獵

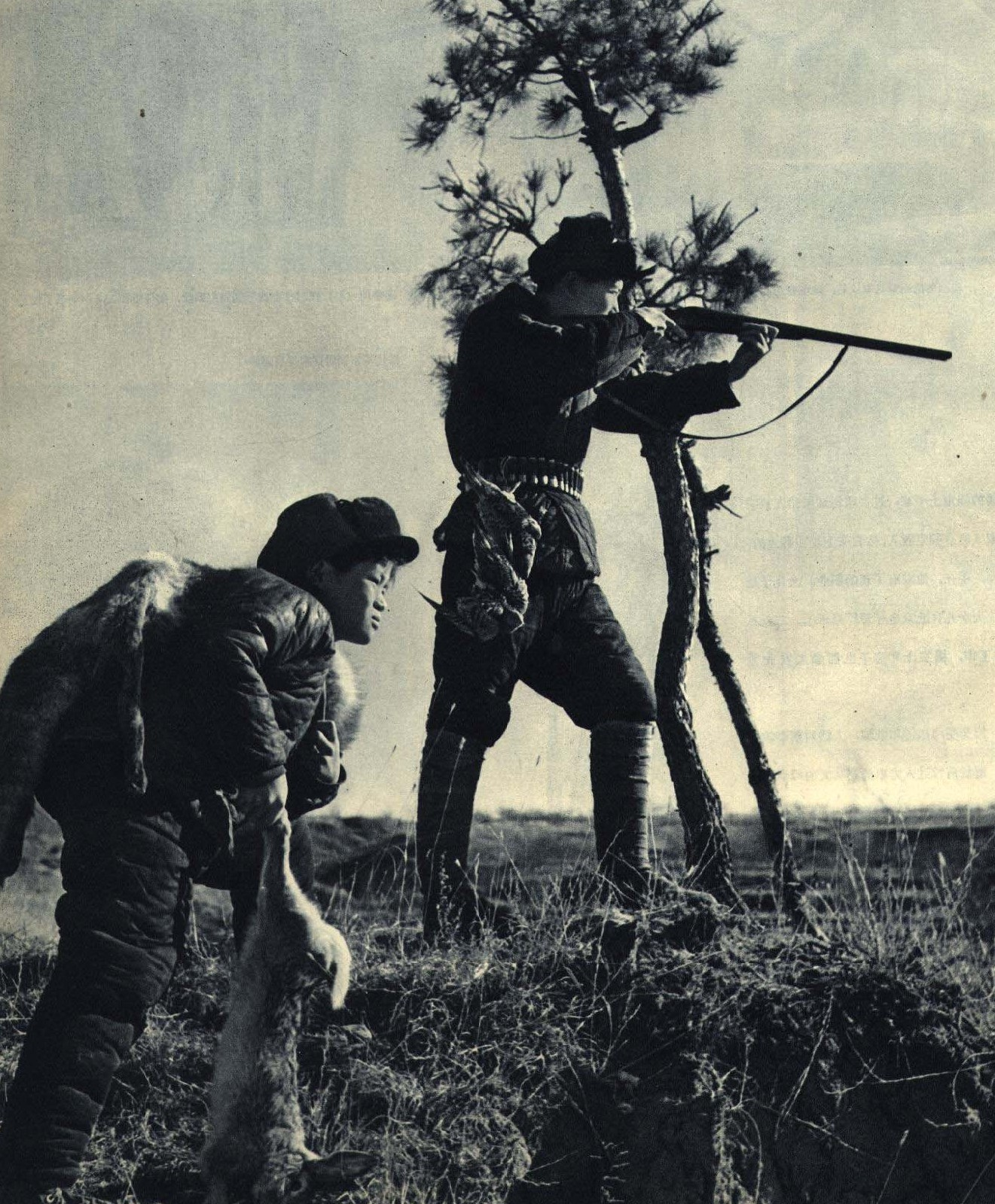
1962年，冬猎

狩獵又稱捕獵、打獵，是指人类为了获取食物（肉类）和有经济价值的动物产品（毛皮、犄角、獠牙等）、为除害保护人身财产安全或维持生态平衡、甚至纯粹为休闲娱乐而捕杀野生动物的行为。从事狩猎活动的人员统称猎人（hunter），其中技能娴熟的行家称为猎手（huntsman）。
人类的狩猎主要针对各类陆生哺乳动物和鸟类，但也可能针对海洋哺乳动物、爬行动物甚至两栖动物。狩猎的手段有击杀（用矛、叉、砍刀、棍棒等格斗武器）、射杀（用枪械、弓弩、弹弓、机弦等远射武器）、使用陷阱、使用特训动物（比如猎犬、猎禽、蒙眼貂）、在追逐过程中使用套索或投网、以及采用疲劳追逐等等。
狩猎是人类演化过程中与大自然其它物种竞争的产物，在更新世的直立人和早期智人中就是主要生产方式之一（见狩猎采集），直到全新世的新石器革命之后才逐渐被畜牧业取代，但在历史记载中仍是古人生活中的一种重要活动。雖然狩猎是历史悠久的传统，现今仍然是不少落后地区民族的主要經濟活動，但現代社會大部分地区的狩獵活動都受法律限制，某些地方甚至全面禁止。而尚存狩獵合法的地方，也要在許多審查、道德約束與環境保護規範的要求為前提進，并且有各种执照、物种、场地、季节、使用工具和数量的法规限制。未经当地管制批准的违法捕猎称为偷猎（poaching）。

## 种类
狩猎的性质多种多样，可以根据具体目的分为以下几种：
- 自给狩猎（subsistence hunting）：为了私人温饱需求而进行的狩猎，主要存在于史前时期、古代和现代的一些欠发达地区，是农业革命以前人类主要的生存活动之一（见狩猎采集者）；
- 商业狩猎（commercial hunting）：也称职业狩猎（professional hunting），指出于商业价值和盈利而进行的有组织狩猎，属于和商业捕鱼一样的一种第一产业活动，但在现代已经十分少见；
- 剿害狩猎（varmint hunting）：简称剿猎（varminting），指为了保护农田、牧场、牲畜与家禽和房屋设施的安全、或是为了保护生态环境控制入侵物种数量而针对有害物种进行的移除性狩猎，本质上属于服务于农牧业的非营利性狩猎，虽然有些剿猎是由为受雇的职业承包商猎人为了营利获取收入或赏金完成的；
- 休闲狩猎（recreational hunting）：也称运动狩猎（sport hunting），指纯粹为个人消遣而以户外运动形式进行的狩猎活动，在猎杀完成后也可能会收获猎物的肉，但通常只会摄影作为纪念。由于英语国家有把寻觅的优质猎物比喻成“游戏玩物”（game）的传统，因此休闲狩猎也被称为游戏狩猎（game hunting）或游猎（gaming），所获得的野味肉食被称作“游戏肉”（game meat），被动物常走踩出的林间小径称作“游戏小径”（game trail），专门用于狩猎使用的天然绿地称作“游戏保留地”（game reserve），维护猎场内猎物数量的专业猎场看守（通常是经验丰富的职业猎手）称作“游戏看守”（gamekeeper），负责执法监管的狩猎监督官称作“游戏督管”（game warden）；
  - 战利品狩猎（trophy hunting）：指休闲狩猎中专门以获取并收藏猎物的骸骨、毛皮或剥制遗体标本作为证明个人成就的“奖杯”或“战利品”为目的的猎杀行为，针对的目标通常是身强力壮、较难捕杀的顶级掠食者或巨型动物群（比如非洲五霸）中较为罕见的优等个体（通常为顶级的雄性），甚至是受保护的珍稀动物；
- 生态狩猎（eco-hunting）：也称绿色狩猎（green hunting），指使用非致命手段（比如麻醉枪，或配有麻醉剂针头做箭头的弓箭[2]）将猎物击倒捕捉后尽可能无伤害放生的狩猎行为[3]，通常被兽医用来对自然保护区内的野生动物进行医疗、活检采样、GPS监视和人为迁移[4][5]。绿色狩猎还可以用来提供一种更符合野生动物保护的休闲狩猎方式，用来取代损失不可逆的传统狩猎[6][7]，概念上与现代休闲捕鱼中倡导的“捉完就放”（catch and release）相似，可以让猎手在能享受到捕猎成功的快感同时不需要真正去牺牲猎物的性命——在猎物被麻醉倒后，猎手依旧可以像传统狩猎那样与猎物拍照合影、测量尺寸、甚至收集毛发作为纪念，狩猎俱乐部也通常会承认成功记录并可以颁发额外制作的奖状[8]。而绿色狩猎形式的狩猎旅行的费用也通常更加便宜，因为顾客不需要补偿保护区的野生动物成本损失。

## 方式

### 定点式
- 狙猎（sniping）：通常用于剿害狩猎，在隐蔽处或普通观察范围外的射击点对较远处的猎物进行射杀，与军队的狙击手相似。
- 伏猎（ambushing）：在猎物时常出没的活动路径附近设置隐秘的伏击点，等待目标出现后将其捕杀。专门建造用来伏猎的设施包括猎棚（hunting blind）、树架（tree stand，通常配合弓箭使用）等。
- 诱猎（baiting）：伏猎的一个变种，用某种诱饵（通常是食物或猎物通常捕食或食腐的目标动物），或者模仿食物或发情期雌性的声音和气味，吸引猎物（通常为体能较强的雄性）进入伏击区域以便将其捕杀。
- 毒猎（poisoning）：诱猎的变种，使用毒药诱杀猎物。
- 阱猎（trapping）：在猎物通常的活动路径上安装各类陷阱擒获捕杀猎物，经常会配合诱饵使用。

### 移动式
- 跟猎（stalking）：休闲狩猎最常见的手段，猎手徒步穿越猎物活动区域试图寻找踪迹并实施跟踪，在确定发现目标后伺机靠近并猎杀。跟猎从近现代开始的主要形式是枪猎（gun hunting），通常使用大口径的手动步枪或霰弹枪，但此外还可以根据个人喜好选择使用弓箭（弓猎 bowhunting）、弩弓（crossbow hunting）、长矛（矛猎 spear hunting）、弹弓（slingshot hunting）、机弦（sling hunting）等怀旧手段。
- 照猎（spotlighting）：与跟猎相似，通常使用机动车辆穿越猎物活动区域，用高亮度的探照灯或手电筒照射周围并试图发现目标的眼膜反光，而强光还会使得一些猎物暂时失明并停止运动，方便将其射杀。在一些国家和地区违法。
- 追猎（pursuing）：主动追逐猎物并在移动过程中将其捕杀，传统是靠骑马，而现代通常依赖机动车辆（越野车、皮卡、全地形车等）、直升机（主要用于剿猎）和摩托艇（针对岸边猎物）等。
- 畜猎（coursing）：使用受过特殊训练的役畜（猎犬）和被驯化的捕食者（比如猎鹰和蒙眼貂，历史上还有猎豹和狞猫）去搜寻并追杀抓捕猎物。
- 扰猎（flushing）：通常用于捕杀飞禽，用人和猎犬的吓喝、劈打灌木植被或烟熏火烧的方式惊扰猎物，使其因为恐惧逃离之前藏身的栖身地，在目标彻底暴露在没有视线遮掩的开阔空间后再实施捕杀。
- 驱猎（driving、herding或battue）：一种与扰猎的概念相近的混合式狩猎，通常由两组人配合进行，其中一组为助手只负责恐吓并追逐猎物，将目标赶入由另一组负责的、真正利于实施捕杀的区域，而另一组的猎手可以选择伏击、阻击或陷阱式的猎捕手段。

## 歷史

### 旧石器时代早中期
狩猎历史悠久，比智人出现还要早，甚至可能早于整个人属。
狩猎没有争议的最古老证据来自于旧石器时代早期，与直立人的出现和扩张相吻合，大概在170万年前（阿舍利）。虽然直立人的猎人身份毫无争议，其在直立人从南方古猿祖先进化过程中的重要性——包括生产石器和最终使用火——在所谓的“狩猎假说”中被强调，但在其它注重杂食和社会关系的设定中却被淡化。狩猎假说把旧石器时代中期出现的人类行为现代性直接与狩猎向联系，包括交配行为、语言、文化、宗教、神话和动物祭的发展。
目前没有直接证据证明狩猎早于直立人，无论是能人还是南方古猿都没有。人类的早期人科祖先大概率是果食或杂食，用食腐而不是猎杀的方式获得一些肉类食物，南方古猿食肉的证据在1990年代就曾被报告过。尽管如此，学术界的假设是在人属出现之前，至少偶尔的狩猎行为就已经存在。这一点可以从与人类最近的现存亲戚——黑猩猩的行为可以看出。黑猩猩经常采取由首领组织结团的捕食行为，说明早在500万年前的黑猩猩与人的最近共同祖先应该也有类似的狩猎行为。倭黑猩猩也被观察到偶尔放弃食果去进行群体捕食，虽然频率远低于黑猩猩。奥都万时期早期人类或晚期古猿进行狩猎的间接证据在2009年一个在肯尼亚西南遗址的研究中被展现报告。
美国考古学家刘易斯·宾福德（Lewis Binford，1931～2011）在1986年的一份报告中批判了晚期古猿和早期人类是猎人的设想。基于对动物残骸的骨骼分析，他的出结论认为早期人科主要是食腐者而非掠食者。罗伯特·布卢门斯钦（Robert J. Blumenschine）则拿出了“对抗性食腐”的提议，认为早期人类会用挑战并赶跑掠食者抢夺刚被捕杀的猎物尸体的方式获得蛋白质丰富的肉类食物。
早在50万年前的石质矛头在南非曾被发现。木质材料很难保存，但是南加州大学的灵长类学/人类学教授克雷格·斯坦福（Craig Stanford）提出黑猩猩学会使用长矛说明了500万年前的早期人类大概也会使用木制长矛。现有发现的木制猎用长矛最早大约在30万年前的旧石器时代晚期，德国在1976年发现的舍宁根矛与海德堡人有关联。

### 旧石器时代晚期和中石器时代

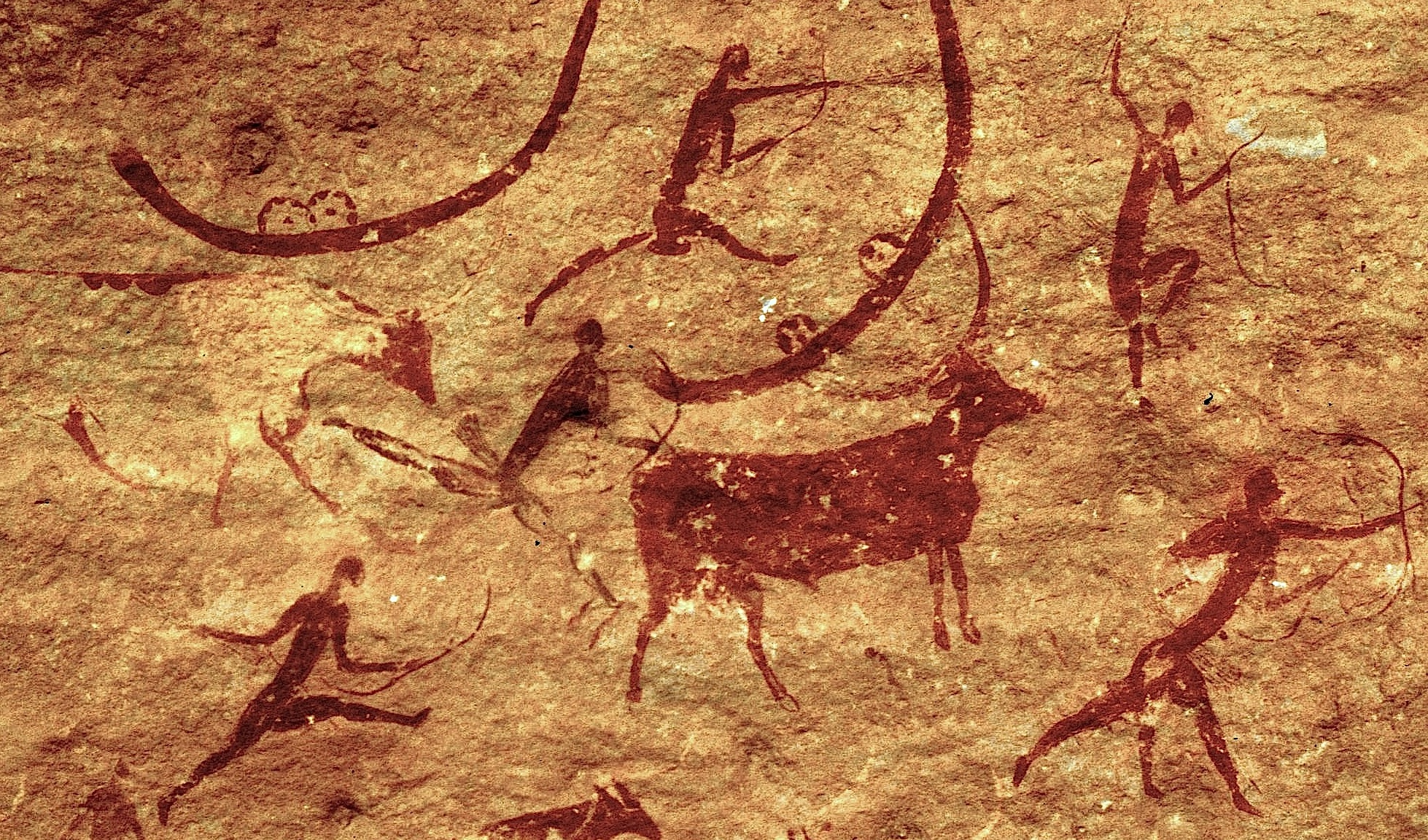
撒哈拉岩画上的史前弓箭手狩猎

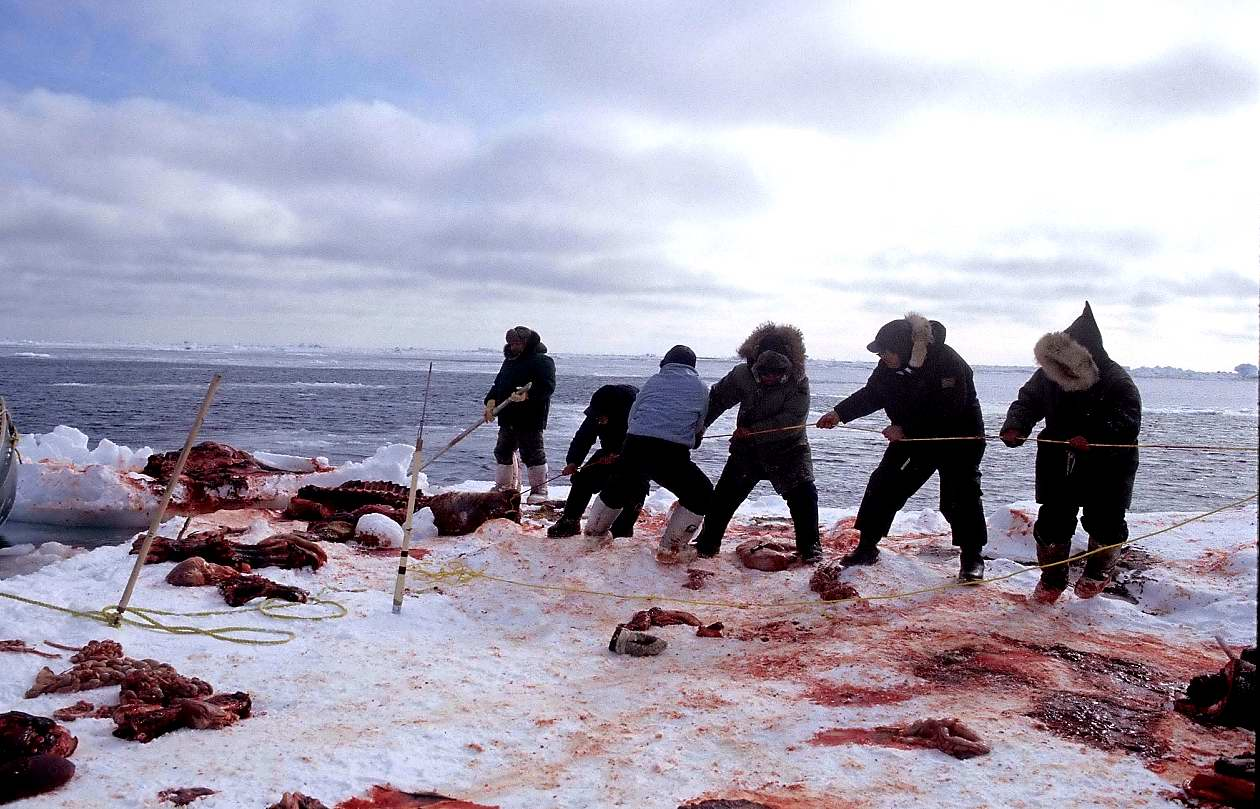
因纽特人猎杀海象，1999年

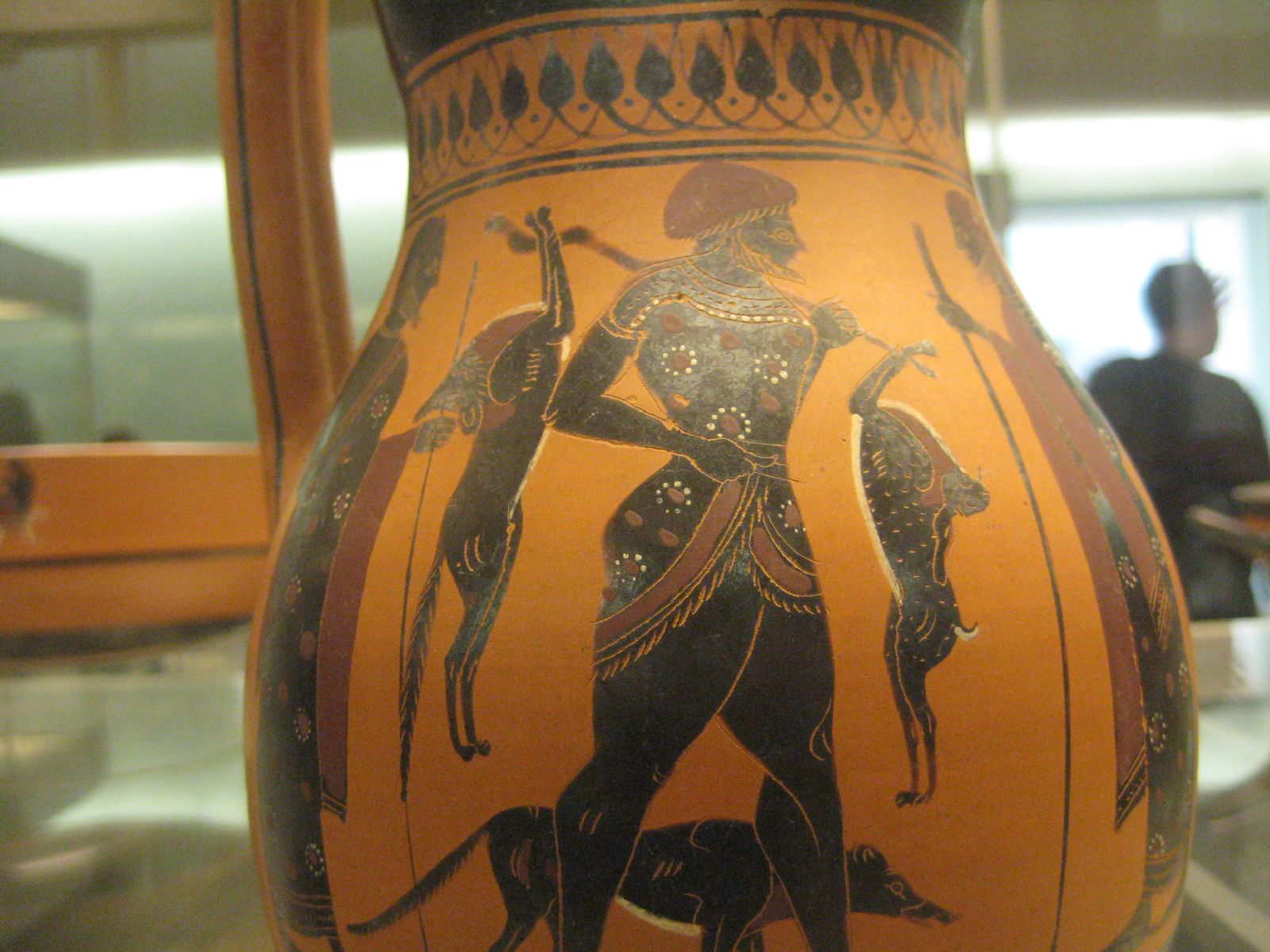
古希腊画有猎手和狗归家的黑彩陶器，公元前540年制于雅典，在罗德岛被发现

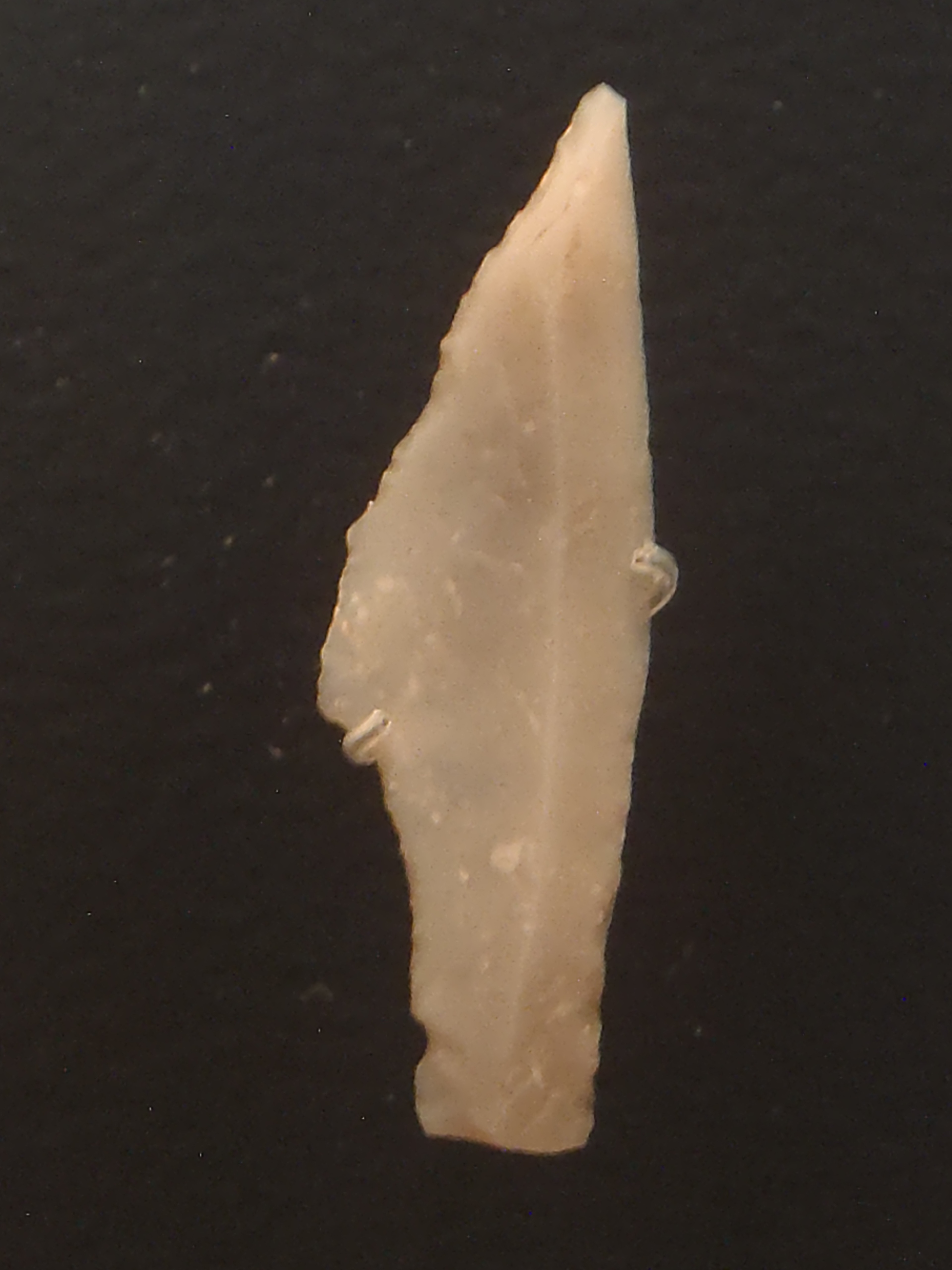
日德兰半岛中部发现的燧石利器，大约公元前12500年，被认为是丹麦最古老的猎具

有证据证明人类的狩猎可能是第四纪灭绝事件中更新世巨型动物群最终被小型食草动物取代的环境因素之一。北美洲的巨型动物灭绝恰好和新仙女木事件相吻合，因此在造成史前物种损失方面可能不像以前想象的那样紧要。但是在其它地区，比如澳洲巨型动物群在人类到来前非常普遍但之后随即消失，因此人类活动被认为是在它们灭绝中扮演了非常显著的角色。
狩猎是狩猎采集社会在1.1万年前农业兴起前人类生活的重要部分。除了长矛以外，旧石器时代晚期还出现了许多新的狩猎工具，比如投枪器（3万年前）、弓箭（1.8万年前）和投石索（1.2万年前）。到了1.5万年前的中石器时代，狩猎策略也随着狗的驯化和武器射程的增加而变得更加多样化。有证据将最早的用长矛捕杀猛犸象定格在约1.62万年前的亚洲。历史上许多动物种类都曾被猎杀，其中在旧石器晚期的北美洲和欧亚大陆，驯鹿因为数量繁多并广泛分布于欧亚大草原，可能是整个人类史发展中和狩猎相关的最重要的一个物种。
中石器时期的狩猎采集者生活在美洲、撒哈拉以南非洲和西伯利亚的许多地区以及澳大利亚大陆全境都被保留下来，直到地理大发现时期欧洲殖民者到来为止。这种生活方式在现今一些部落社会中仍然持续，但是数量已急剧减少。在近现代才放弃旧石器时代狩猎采集式生活的民族包括巴西的亚马逊原住民、非洲中部和南部的桑人、新几内亚的法尤族、泰国和老挝的米拉比里人、斯里兰卡的维达人以及其他一些未接触部落。非洲最后的狩猎采集部落之一是坦桑尼亚的哈扎人。
在秘鲁普诺区安第斯山脉的一处遗址中曾发现一具9000年前女性猎手的遗骸，随葬的还有一整套箭头和用来加工动物的工具，说明女性在石器时代也有参与狩猎的。

### 新石器时代和古代

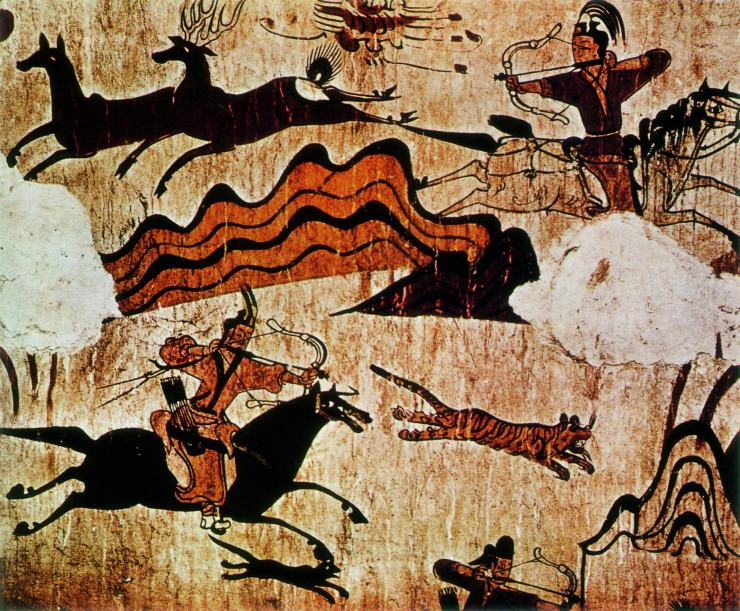
高句丽古墓群的狩猎壁画

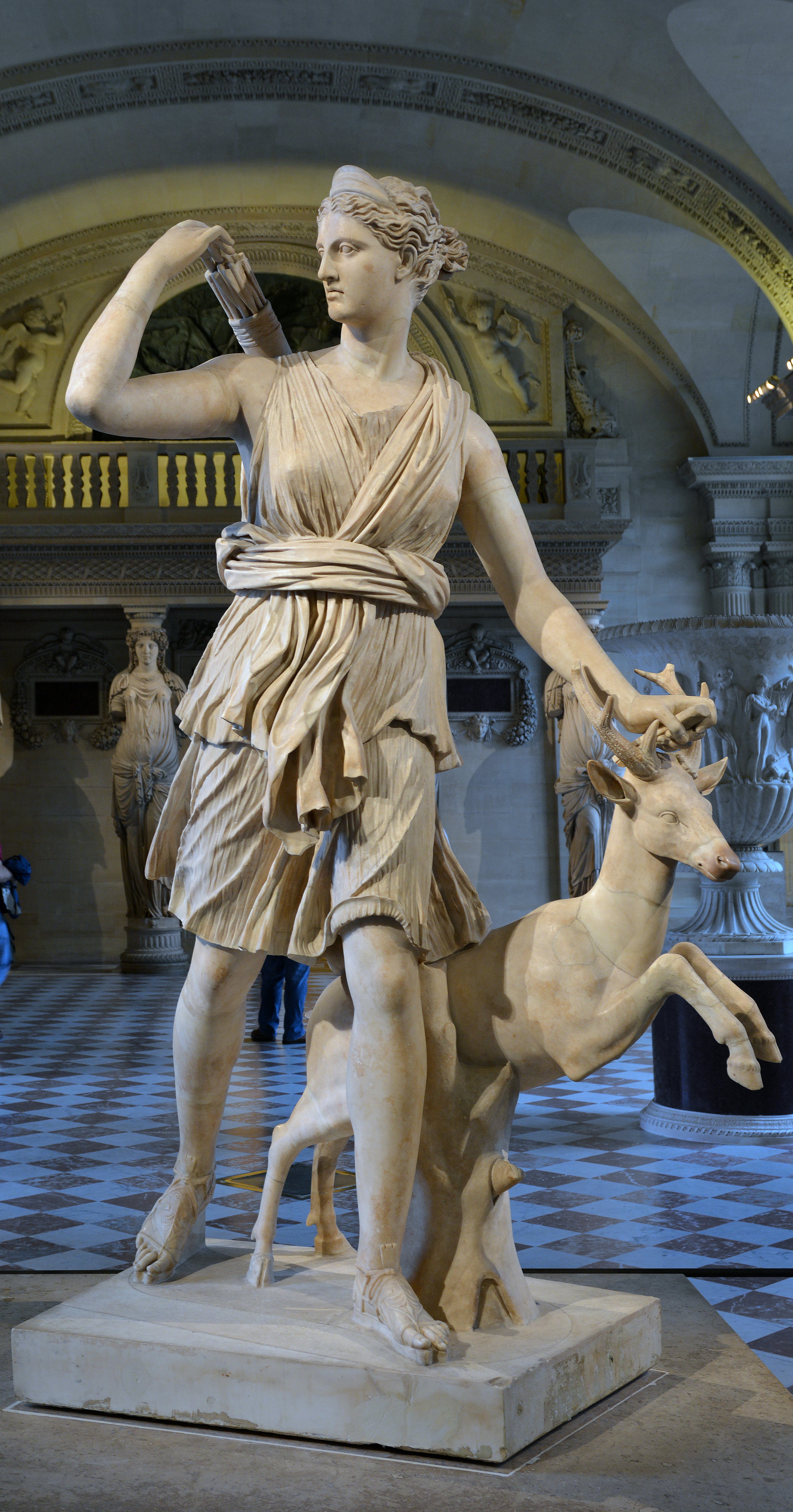
《阿耳忒弥斯与雌鹿》，古希腊雕像的古罗马复制版，利奥哈雷斯于公元前325年所刻

即使在新石器革命让驯化动物和农业种植变得普及之后，狩猎仍在人类的食品供应中贡献很大，除了提供补充的肉食蛋白质以外还可以提供用于制造工具的骨骼、制造绳索的筋腱、制造衣物的皮革、毛皮、羽毛等等。
狩猎在气候不适合耕作和畜牧的边缘化地区仍是重要的生活方式。比如，北极圈的因纽特人就依赖陷阱捕杀海洋哺乳动物用来制作衣物、鞋靴和皮艇。
在古代（特别是美索不达米亚的）浮雕上，国王通常被描写为捕杀大型猎物（比如狮子）的猎手，而且通常骑在战象身上。狩猎在古代社会中的文化和心理重要性则可以从古典时代的角神（比如科尔努诺斯）和众多月神（比如荷鲁斯、阿耳忒弥斯和狄阿娜）等神灵的设定上看出来。各种禁忌也都与被授予了灵性的猎物品种有关，比如在庙宇周边通常都是禁猎区。欧里庇得斯有关阿耳忒弥斯和阿克泰翁的传说也可以看做是警告猎手不要亵渎猎物和自恋吹嘘。
在犬类、猛禽和鼬鼠被驯化后，许多用动物辅助的狩猎形式开始发展，包括欧洲中世纪狩猎中采用的嗅猎、追猎、鹰猎和貂猎。而一些特长犬种也被逐渐培养出来用于特殊的狩猎方式，包括近现代才出现的枪猎犬。

### 农牧业社会
尽管农业和畜牧业愈发普及，狩猎在环境和社会条件所允许的地区仍保持为人类文明中的一部分。狩猎采集社会仍然存在，虽然越来越被限制在边缘地区。即使在农业社会，针对那些对家畜有威胁或有竞争压力的动物并试图将其局部灭绝的狩猎仍然是很重要的社会活动。
当狩猎从生计活动开始变为社交活动后，出现了两个趋势：
1. 拥有特殊训练和器材的专业猎手开始出现；
2. 上层社会开始将狩猎看做一种“体育运动”。

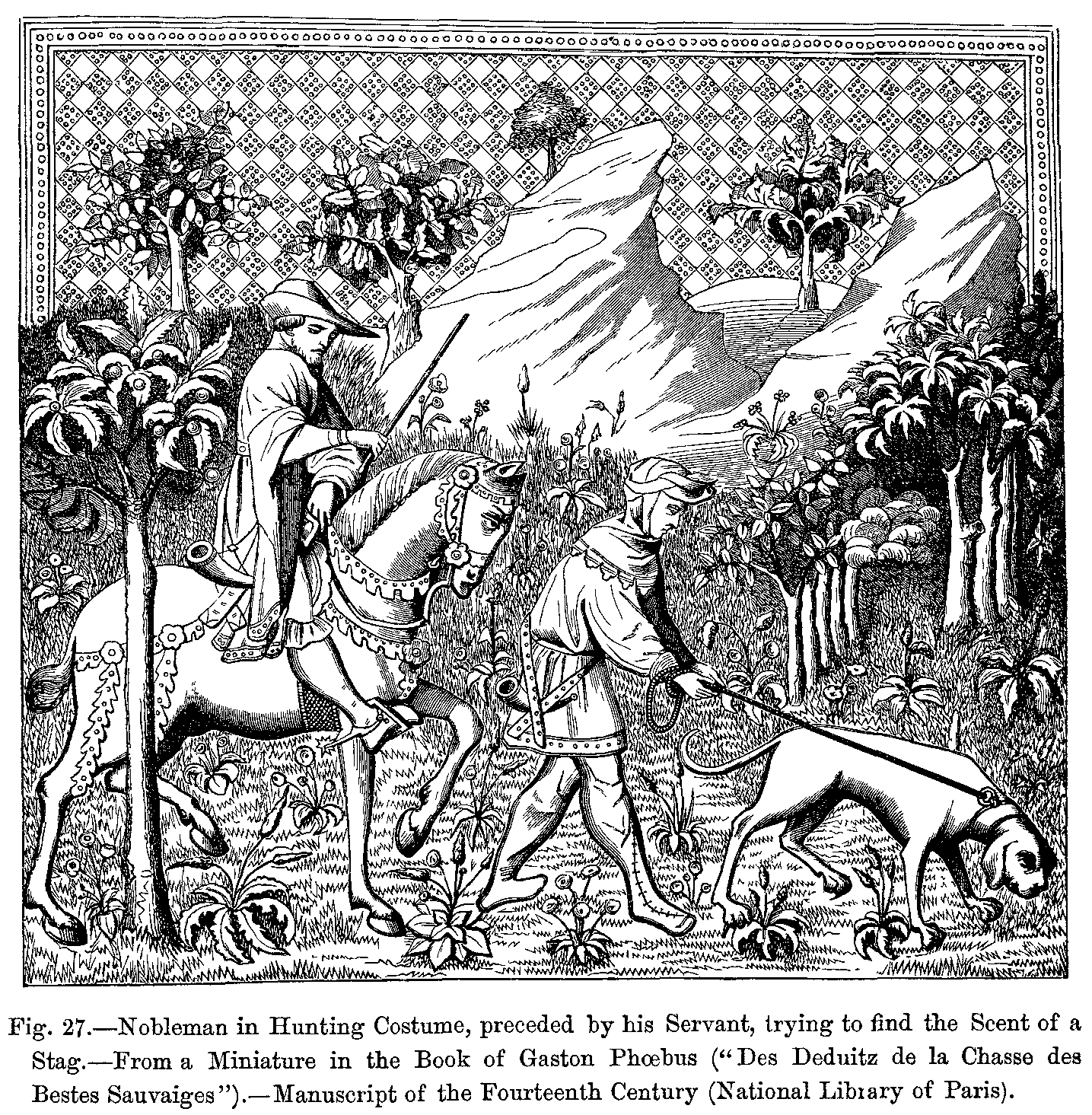
14世纪的贵族带着仆人追寻雄鹿味迹

中古英语中“游戏”（game）一词开始衍生包括“猎物”的意思，而随着猎物由必需品变成奢侈品，风格化的狩猎也变成了一种奢侈生活的表现。危险性高的狩猎，比如骑马或乘车猎狮或猎野猪，拥有了和中世纪比武一样追求雄性尚武的功能，变成了贵族们在和平时期练习作战的荣誉型和竞争性消遣运动。
在中世纪欧洲的大部分地区，上流社会垄断了在封地上进行狩猎的权力。猎物作为食物和毛皮的来源，也成了贵族们消遣的工具。这种猎物的专属权可以从民间罗宾汉故事中法外之徒的主要罪过是“猎杀国王的鹿”看出来。与其对比的是，英系殖民地的定居者常常将任何人都可狩猎看做是一种民主的荣誉。而约翰内斯·司各特·爱留根纳则把狩猎定义成“七大俗技”（拉丁語：Artes mechanicae）之一。
在中國，狩獵行之有年。唐代柳宗元記載有永州有姓蔣的捕蛇者，世代以捕蛇為業。宋朝詩人黄庭坚《戏咏江南土风》詩曰：“饭香猎户分熊白，酒熟渔家擘蟹黄。” 元好问 《薛明府去思口号》之三：“只从明府到，猎户得安眠。”明朝有專門獵虎的獵戶，戴東原稱：“明代有唐某，甫新婚而戕於虎，其婦後生一子，祝之曰：‘爾不能殺虎，非我子也。後世子孫，如不能殺虎，亦皆非我子孫也。’故唐氏世世能捕虎。”。
滿人的前身女真族素為漁獵民族，故清朝皇帝打獵本是家法，嘉慶帝稱“射獵為本朝家法，綏遠實國大綱”。清代有一皇家猎苑木兰围场位于河北省承德市围场满族蒙古族自治县，与内蒙古草原接壤。從康熙到嘉庆，皇帝每年都要率王公大臣、八旗勇士来这里举行以射猎为主的活动木兰围猎，共計有105次。

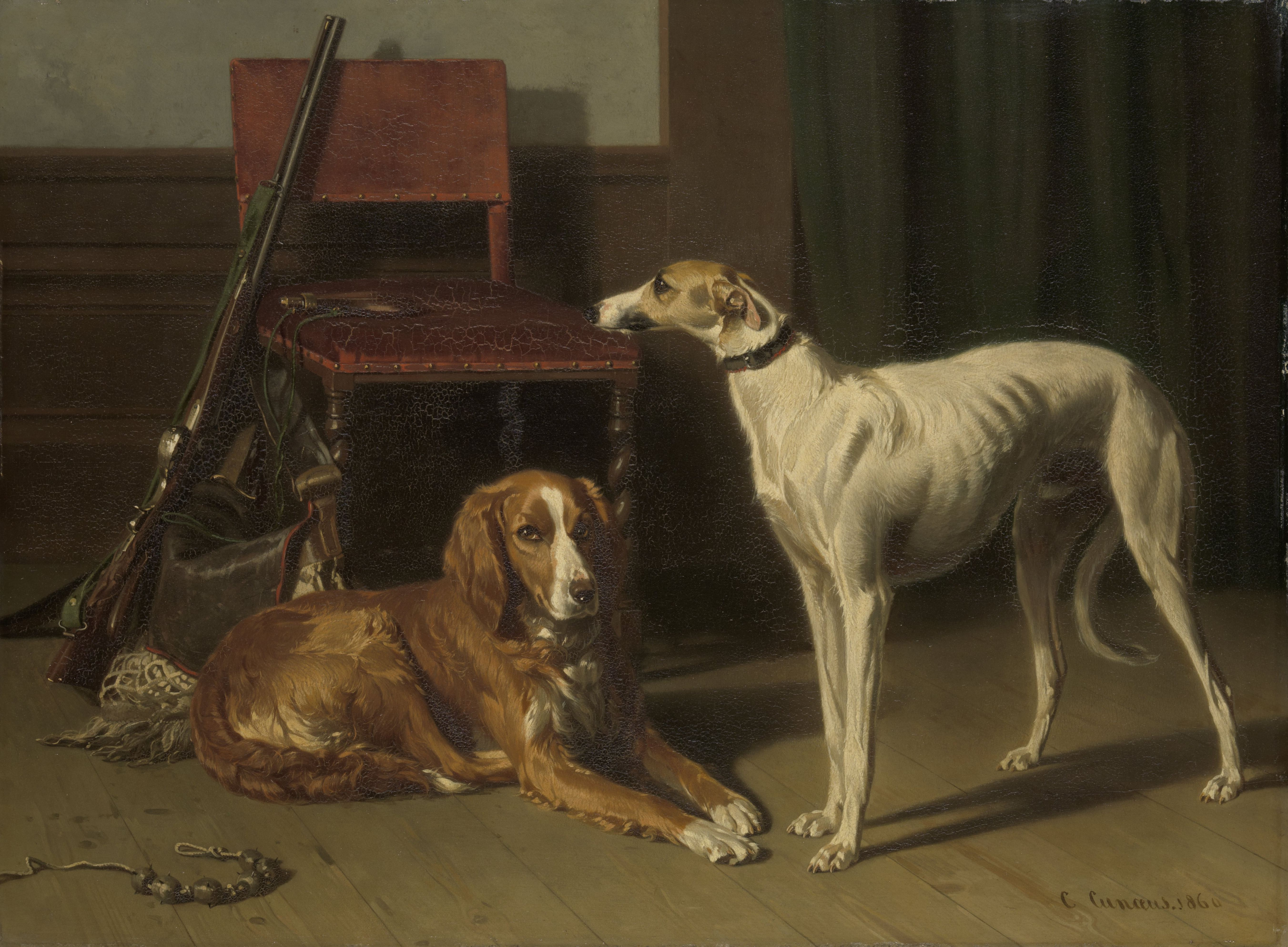
《狩猎伴侣》，19世纪荷兰油画——两只猎犬、一支霰弹枪和一个猎物袋

### 犬类的使用
虽然许多动物（比如隼和蒙眼貂）都被用来协助猎手，犬类始终是最重要的猎用动物。狗的驯化导致了与人类的共生关系，狗依赖人提供住所、食物和医治，人类用猎犬协助捕杀危险或难以寻觅的猎物。不同品种的狗也被培育出来应对不同形式的狩猎，比如各类游禽通常用枪猎犬协助寻找、逼飞和寻回。
在英格兰和威尔士，用狗协助狩猎野生动物（比如狐狸、野兔、鹿和水鼬等）被《2004年狩猎法》（Hunting Act 2004）禁止，但有些情况属于例外。

## 目的

### 獲得食材

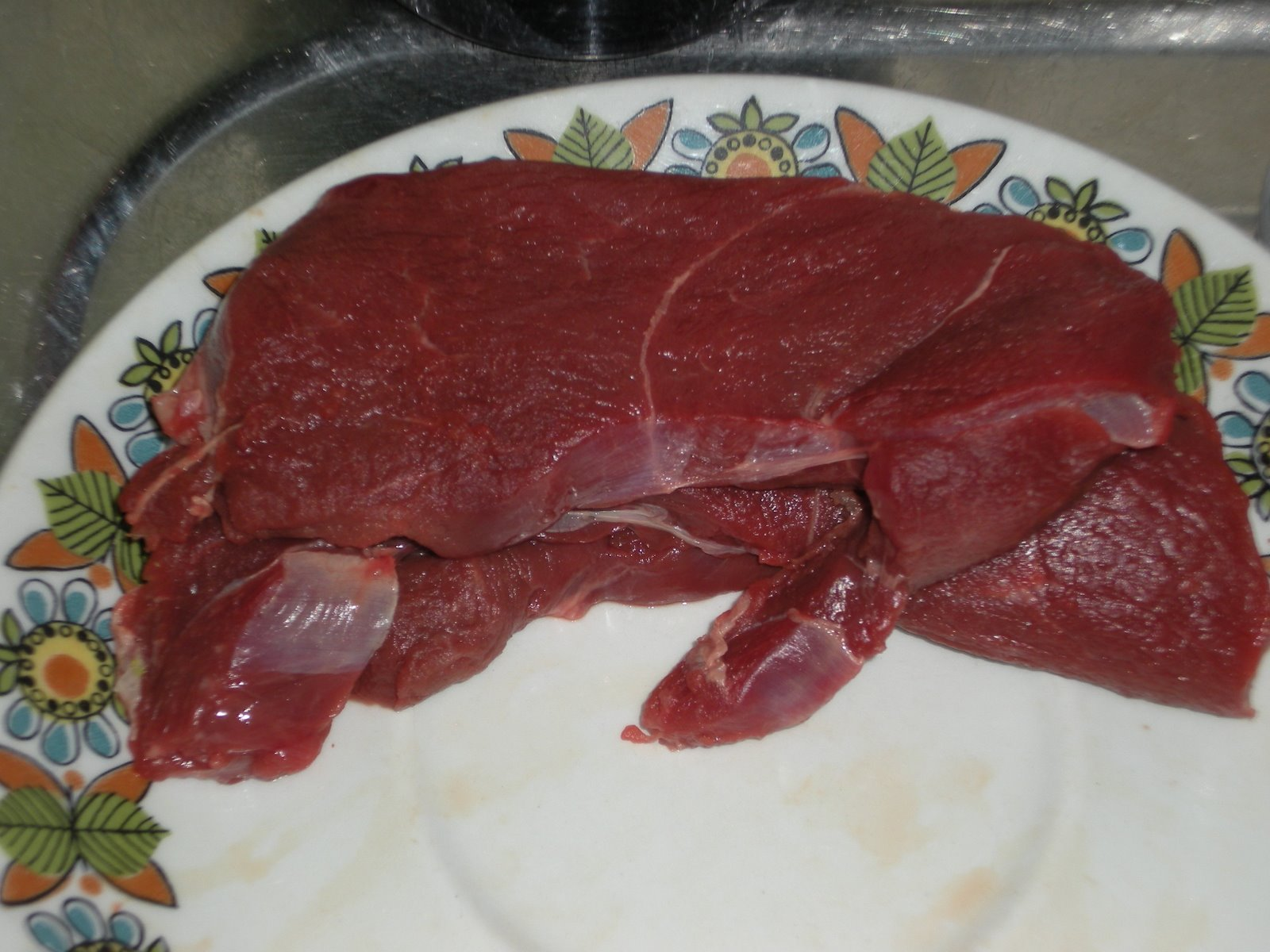
鹿肉是狩猎最常收获的食材

和野生动物之间的相互捕食一样，狩猎在人类发展史中最基本的目的就是為了獲得食物。在史前时期，狩獵採集是人类族群主要的生存方式。即使到了新石器革命之后农牧业兴起，狩猎在很长一段时间仍然是人类社会底层的主要温饱手段之一。现今狩猎收集的肉食大多只是丰富人们出于好奇心引发的餐饮需求，也就是俗称的野味。在法國用狩獵方式所獲得的野生動物的肉稱為gibier（獵物），作為有獨特風味的高級法式料理被食用。

### 商业目的

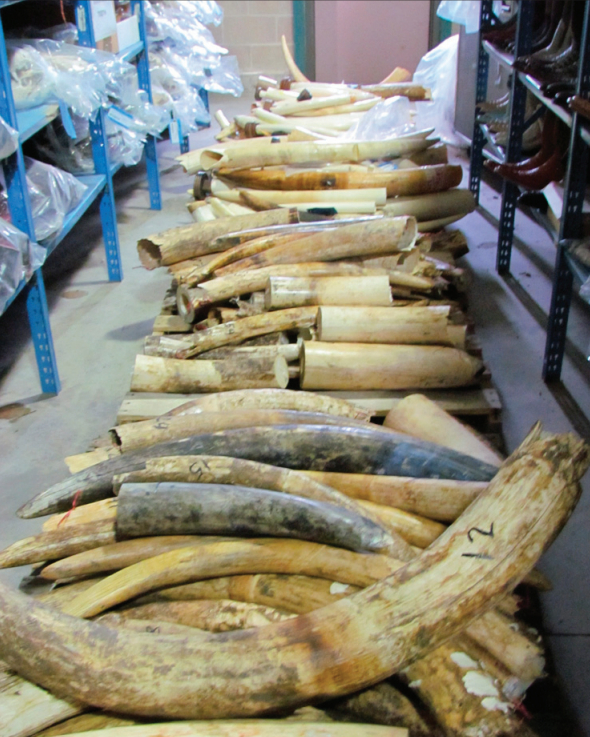
象牙和犀角贸易是非洲盗猎最常见的原因

- 除了食材，狩猎还可以获取能换得经济价值的动物产品，主要包括皮革、毛皮、羽毛、骨骼（比如虎骨）、獸腳（比如熊掌）、犄角（比如犀角、鹿角）、獠牙（比如象牙）、油脂、特殊分泌物（比如熊胆、麝香）等。绝大多数偷猎行为也是抱有这个目的。
- 制作剥制标本，并做为模型卖给博物馆和收藏家。
- 狩猎旅行（safari）是许多经济不景气的非洲国家民间许多旅游组织重要的收入来源，特别是针对“非洲五霸”的狩猎。更讽刺的是，一些自然保护区因为公共预算匮乏无法支付开销，甚至完全依赖外来的付费游客（通常来自经济发达但本地有法律限制的欧美国家）参与捕杀珍稀动物才能维持生计。
- 响应某些政策鼓励而参与的有偿狩猎，比如十九世纪晚期美国白人猎手大规模猎杀美洲野牛、澳大利亚针对狐狸、野狗、野驴和骆驼的赏金狩猎、以及加拿大纽芬兰的驼鹿狩猎。

### 管理野生動物
- 獵殺對人類有威脅的掠食性动物，比如狮、虎、熊、狼、豹等等。
- 獵殺会破坏庄稼、牧场、家畜、家禽和设施建筑、或者能传播疾病的有害動物，比如野兔、田鼠、麻雀、郊狼、土拨鼠、红鹿、野山羊、松鼠等等。
- 獵殺外來的入侵物種等，防止原生的生态系统破壞，比如野猪、野猫、椋鸟、甘蔗蟾蜍等等。
- 因为人類的過度繁殖、捕殺或者栖息地破坏造成生態系的不平衡，為了使生態系统重新平衡而獵殺失衡过剩某種特定動物。

### 运动和社交

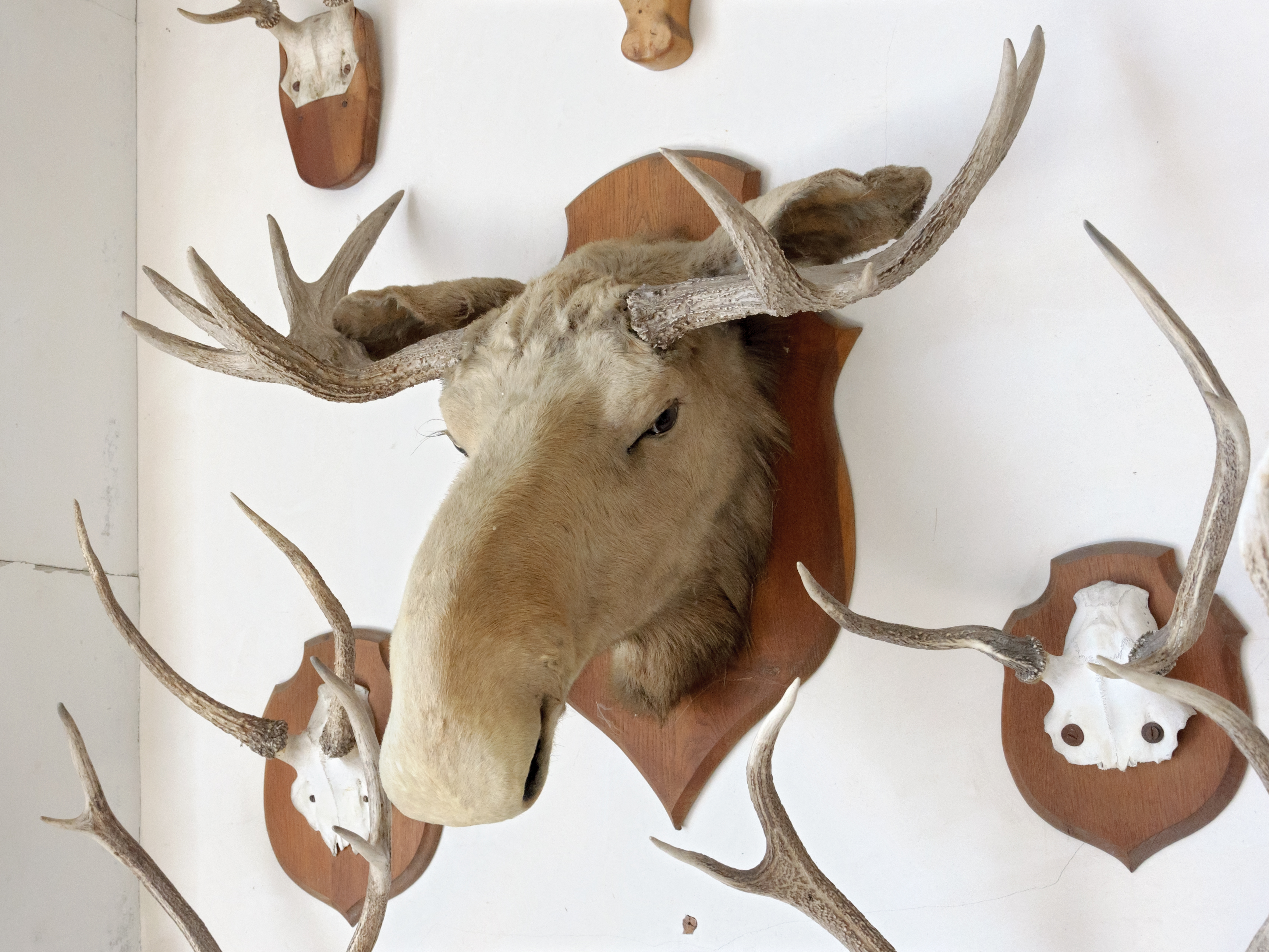
被当做战利品收藏并挂在墙上展示的驼鹿头颅标本和鹿角

- 围猎是前工业社会许多贵族和乡绅阶层的传统户外运动，一方面是为了娱乐消遣，另一方面也是一种用来锻炼武力和磨练勇气的军事训练，可以帮助巩固自身阶层的利益和统治地位。这种尚武文化到了现代社会则发展成了西方许多乡镇社会（特别是士绅化的中产阶级）培养男性气质的一项传统。
- 狩猎常常需要与他人协调合作，因此与团队体育一样能够培养团队精神，并提供增进私人感情纽带（特别是男性之间的兄弟情和师徒情怀）的社交机会。
- 战利品狩猎是西方一些较为富裕的中上阶级（特别是男性）为了获得同侪之间对其社会地位的认可并塑造优势的自我意像，而采取的一种通过狩猎获取珍稀动物的遗骸并收藏为战利品，来向他人证明自身成就并炫耀生活品质的展示行为。被猎杀的动物遗骸相当于具有较高符号价值的收藏品，与一些资产阶级新贵为展示自身财富力量和地位属性而炫耀性消费购买的奢侈品有很大的相似性。

## 狩猎的职业伦理
北美最老的野生动物保护组织——布恩和克罗克特俱乐部（Boone and Crockett Club）认为：
Fundamental to all hunting is the concept of supporting the conservation of natural resources. Modern hunting involves the regulated harvest of individual animals in a manner that conserves, protects, and perpetuates the hunted population, known as sustainable use.

所有狩猎的宗旨概念是支持自然资源的保护。现代狩猎涉及用保存、保护、延续猎物族群的手段进行受监管的个体动物收获行为，也就是可持续性使用。
（页面存档备份，存于）

### 公平追捕
“公平追捕”（fair chase）是布恩和克罗克特俱乐部最早提倡的一个狩猎伦理准则，定义是：
The ethical, sportsmanlike, and lawful pursuit and taking of any free-ranging wild game animal in a manner that does not give the hunter an improper or unfair advantage over the game animals.

有操守、有体育精神、合法的追踪并获取自由活动的野生大型猎物，用不让猎手相对猎物拥有不恰当或不公平优势的方式。

也就是说，被捕杀的野生动物必须能够自由活动，在理论上有机会逃脱，这样猎手没有不公平的优势。换句话说，猎手在射杀猎物之前，不得使用陷阱，更不能进行圈养狩猎射杀被栅栏围困无处可逃的动物；如果动物正在涉水、处于雪地、冰面、泥地之上、或者被树枝、藤蔓、铁丝网、栅栏等障碍物干扰移动能力，没有迅速逃离的可能，那么射手也不得实施捕杀，甚至应该出手施以救援；同样，如果猎物已经因为麻醉枪或毒药损失行动能力，也不允许被捕杀。用高光灯照射猎物使其致盲或惊骇不动，在北美也是非法行为，虽然这种方式在澳大利亚等国家被允许。
使用机动车辆、摩托艇和飞行器追捕猎物，在正统的狩猎团体中也是不允许的行为，因为猎物根本没有可能逃脱现代动力载具的观察距离、追踪速度和续航力。使用电子设备对猎物进行搜索和诱捕，或用来指引猎人，同样也是不允许的，因为野生动物在现今的射击兵器前面已经处于绝对劣势，在现代科技面前更没有任何公平机会可言。而21世纪初在美国曾出现的使用网络遥控枪械射杀猎物，更是不能容忍。

### 痛苦最小化
猎手需要尽可能的减少猎物在被捕杀过程中遭遇的痛苦，特别要避免猎物因为受伤逃跑而受到不必要的肢体折磨。猎手要尽可能的做到一击必杀，最好能够让猎物瞬间毙命，因此要特别考虑选择射杀部位、所用弹药的停止作用和狩猎手段（比如用弓箭）的可靠性和致命能力。如果没能瞬间击杀猎物，就需要尽快补枪以减少猎物的伤痛。如果见到受伤将死的动物，即使不是自己所致，也需要主动进行安乐死缩短其痛苦。
虐杀动物属于极度心理变态行为，是暴力倾向的展示（见麦当劳三要素），为狩猎伦理所不容。

### 尊重猎物遗体
在射杀猎物后，猎物的尸体必须被妥善处理。既然射杀猎物，就要让其死得其所，因此收割肉食要尽可能彻底迅速，不得无端浪费。如果知道自己无法搬走猎物，就不要将其射杀。
猎手同时还要考虑并尊重他人可能见到猎物尸体后的感受，因此不要将遗体留在道路、小径、河流或其它有人出没的开阔场地旁边，必要的时候将猎物的尸体和头部用毛毯或苫布掩盖。同样，不要将大张旗鼓的将猎物公开运回。对猎物虐尸是极其不道德的行为，是心理变态的表现。

### 尊重环境
射手不得在狩猎过程中，做出任何破坏当地环境和生态的行为，比如放火或烟熏驱逐猎物、释放毒药、使用爆炸物、残留仍有杀伤力的陷阱、改变植被原貌、污染环境（包括使用铅制弹药、将尸体遗弃在水源边）、乱扔垃圾等等。

### 遵守法纪
如果当地法律不允许捕猎某些动物，那么射手就不应当捕杀这些动物。如果违反了法规去捕杀，则属于犯了偷猎行为。

### 尊重地方传统
不得未经允许擅自闯入私人领地，更不能肆意破坏原有设施和地貌。对于原住民的传统需要尊重，不得捕杀当地敬爱的物种。

## 爭議
狩猎本是人类在自然中为了生存所进化出的适应策略，与野生动物之间的捕食行为一样属于物竞天择的一部分。但自新石器革命之后人类的温饱主要由农牧业提供，已经越来越不需要捕杀动物赖以生存。因此除农业剿害外的任何狩猎都已经在某种程度上成了一种回报递减、愈发没有经济意义的过捕行为，合法合理的成规模捕猎行为也越来越少见，休闲狩猎更是完全变成一种主要用来消遣小众的“血腥体育”。而且由于工业化带来的武器杀伤效率提升，狩猎传统造成的过度捕杀和连带的生态失衡是十九世纪以来许多物种濒危甚至灭绝（全新世灭绝事件）的直接因素之一，对整个地球生物圈的生物多样性造成的影响记录弊大于利。
休闲狩猎绝大多数情况下都是优先选择当地生态群中的顶级掠食者和最强壮的首领动物做为目标，在一定程度上是在人为剔除动物族群中基因更优质的个体，和自然选择中偏袒强者适者生存、优先剔除弱者的常态恰恰相反。也就是说，虽然支持者常常辩解狩猎会起到控制族群数量、平衡生态的作用，对目标物种而言却只会助长基因池产生“劣币驱逐良币”的情况，对整个族群的生态健康有害无利。而且在狩猎爱好者中，常常会收集所杀动物的骸骨做为向他人吹嘘自己技能优越的荣誉资本，来提高个人在社群中的社交价码。这种战利品狩猎文化的副作用就是猎手群内部会出现相互攀比竞争的同侪压力，使得猎手不惜代价去寻求捕杀更多、更大、更罕见猎物。西方许多枪械爱好者喜欢与被射杀的大型野生动物尸体合影并公开在网上传阅，以及2015年引发全球争议的雄狮塞西尔被杀案，就是这种自恋的炫耀心态所致。
西方国家的原住民多生活在偏远欠发达地区，為保護原住民的生计狩獵需求，維護僅存的傳統文化，不少國家在法律規定的範圍内允许原住民有限制地进行傳統狩猎。例如美國印第安人或爱斯基摩人，在当地法律的规定規範内，印第安人可以猎杀驯鹿等动物；爱斯基摩人可以猎杀鲸鱼、海豹。但非原住民以娛樂為目的之狩獵始终是一个在国际上备受争议的议题，也是绿色和平、PETA、RSPCA、IFAW、反残酷运动联盟和世界动物保护协会等动物权利组织的斗争目标。此外，一些商业捕杀活动从一开始就充满了争议，比如日本捕鲸；还有一些在当地合法的商业捕杀活动因为手段太过粗暴血腥也颇受争议，被指控为是虐待动物，比如加拿大的海豹猎捕。

## 延伸阅读
[在维基数据编辑]
 《欽定古今圖書集成·博物彙編·藝術典·獵部》，出自陈梦雷《古今圖書集成》
 《欽定古今圖書集成·經濟彙編·戎政典·田獵部》，出自陈梦雷《古今圖書集成》